# Serge Marcil
Pour l’article homonyme, voir Marcil.
Serge Marcil, né le 20 janvier 1944 à Salaberry-de-Valleyfield (Québec) et mort le 12 janvier 2010 à Port-au-Prince (Haïti), est un homme politique québécois.

## Biographie
Après des études techniques à Valleyfield, Marcil fréquente l'Université de Montréal, où il obtient un baccalauréat en éducation en 1969, un certificat en information scolaire et professionnelle 1971) puis une maîtrise en éducation. Il devient directeur adjoint de l'école secondaire Vaudreuil (aujourd'hui école secondaire de la Cité-des-Jeunes) de 1972 à 1975 et directeur de cette école, de 1975 à 1981. Il est promu directeur du service des finances et de l'équipement de la commission scolaire régionale Vaudreuil-Soulanges, un poste qu'il occupera de 1981 à 1985.
Parallèlement à sa carrière d'éducateur, Marcil s'intéresse à la chose publique. Il fut conseiller dans la municipalité de Coteau-du-Lac (1982-1985) et décide de briguer les suffrages pour le  Parti libéral du Québec dans la circonscription de Beauharnois lors de l'élection générale de 1985. Il remporte le siège qu'il représentera jusqu'en 1989 à l'Assemblée nationale du Québec. En 1989, il est réélu dans Salaberry-Soulanges.
Au cours de ses mandats, il sera adjoint parlementaire du ministre de la Main-d'œuvre et de la Formation professionnelle (1989-1994) et adjoint parlementaire du ministre du Travail (1993-1994). Il deviendra ensuite ministre de l'Emploi dans le cabinet de Daniel Johnson (fils) en 1994. Défait par le péquiste Serge Deslières, il devient directeur général du Parti libéral du Québec, de 1996 à 1998.
Marcil revient sur la scène publique à l'occasion de l'élection fédérale de 2000. Il bat le bloquiste Daniel Turp dans la circonscription de Beauharnois-Salaberry et devient député à la Chambre des communes. Il ne siège à Ottawa que le temps d'un mandat, étant défait à son tour en 2004 par Alain Boire du Bloc québécois.
Après sa défaite, il retourne à Québec, où il devient directeur de cabinet du leader du gouvernement à l'Assemblée nationale pendant deux ans. En  2007, il est recruté par le Parti libéral du Canada pour diriger la section québécoise du parti.

### Décès
Le 13 janvier 2010, Serge Marcil est porté disparu à la suite d'un tremblement de terre qui a frappé Haïti à l'âge de 65 ans, huit jours avant son 66e anniversaire, où il était en voyage d'affaires pour son employeur. Son corps a été retrouvé le 22 janvier dans les décombres de l'hôtel Montana.
Le pont Serge-Marcil de l'autoroute 30, qui traverse le fleuve Saint-Laurent entre les villes de Salaberry-de-Valleyfield et Les Cèdres, est nommé en son honneur.